# Vogelhalde Sindringen-Ohrnberg
Das Naturschutzgebiet Vogelhalde Sindringen-Ohrnberg liegt auf dem Gebiet der Städte Forchtenberg und Öhringen im Hohenlohekreis in Baden-Württemberg.

## Lage und Bedeutung
Das Gebiet erstreckt sich entlang des Kochers zwischen Sindringen im Nordosten und Ohrnberg im Süden. Am südöstlichen und östlichen Rand des Gebietes verläuft die Landesstraße L 1045 und am nordöstlichen Rand die L 1050.
Das heute bestehende Schutzgebiet entstand durch Verordnung vom 30. Dezember 1999 und  hat eine Größe von rund 216 ha. Die Schutzgebietsnummer lautet 1.238. Gleichzeitig trat die Verordnung des Regierungspräsidiums Stuttgart über das Naturschutzgebiet Vogelhalde Sindringen-Ohrnberg vom 22. Februar 1979 außer Kraft. Es handelt sich um eine „Talaue und naturnahe Hangwälder mit Reiherkolonie an den Steilhängen des Kochertales.“

## Schutzzweck
Schutzzweck ist laut Schutzgebietsverordnung:
- die Erhaltung und Sicherung eines naturnahen Hangwaldes mit angrenzenden Flächen als Nahrungs-, Aufenthalts- und Brutraum bedrohter Vogelarten;
- die Beruhigung und Bestandssicherung vor der Brutzeit, während der Bebrütung des Geleges und während der Aufzucht der Jungvögel;
- die Sicherung der Struktur des Waldes und der Baumartenzusammensetzung in den Schutzzonen 1 a) und b);
- die Erhaltung der Landschaftsstruktur des Hangwaldes und der Talaue des Kochers als markantes Landschafts- und Strukturbild;
- die Erhaltung und Sicherung von Landschaftsbestandteilen mit extensiven Nutzungsformen, insbesondere des vielseitigen mosaikartig verteilten Bestandes von Gehölzgruppen, Hecken und Ufergehölzen, sowie der zusammenhängenden, ausgedehnten Talauenwiesen;
- die Erhaltung und Sicherung bestimmter seltener Pflanzenstandorte;
- die Erhaltung und Sicherung der in den letzten Jahren angelegten Feuchtbiotope und Sukzessionsflächen am Kocher.